# Гжехинка
Гжехинка (пол. Grzechynka) — гірська річка в Польщі, у Суському повіті Малопольського воєводства. Ліва притока Скави, (басейн Балтійського моря).

## Опис
Довжина річки приблизно 7,95 км, найкоротша відстань між витоком і гирлом — 6,77 км, коефіцієнт звивистості річки — 1,18 .

## Розташування
Бере початок у присілку Децівка на висоті 500 м над рівнем моря на північно-західних схилах вершини Гостра Гора(565 м) у ґміні Маків-Підгалянський. Тече переважно на північний схід через село Гжехиню і у місті Маків-Підгалянський впадає у річку Скаву, праву притоку Вісли.